# Sankt Nikolaj Kirke

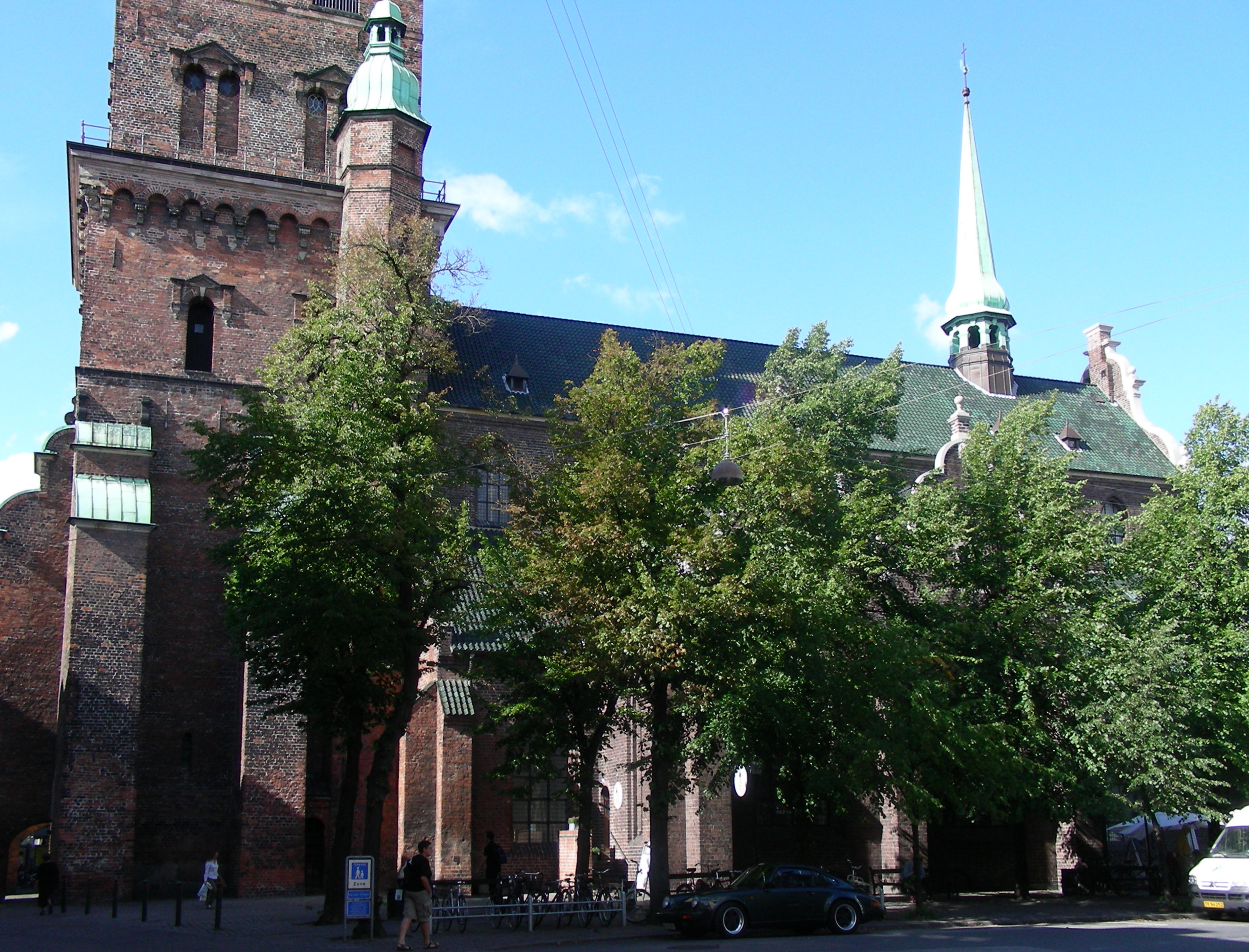
Kunsthallen Nikolaj vid tornet

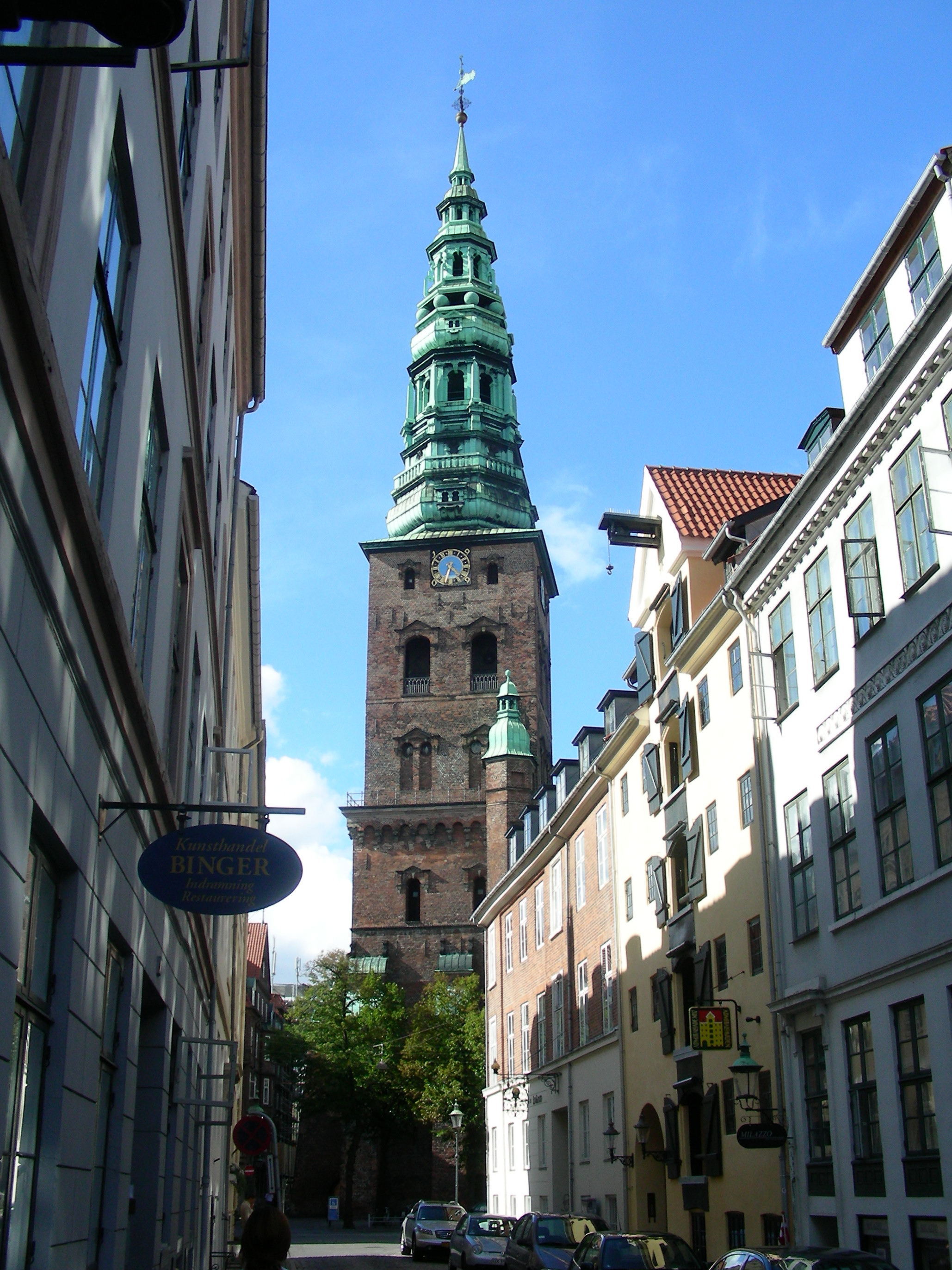
Tornet sett från Admiralgade

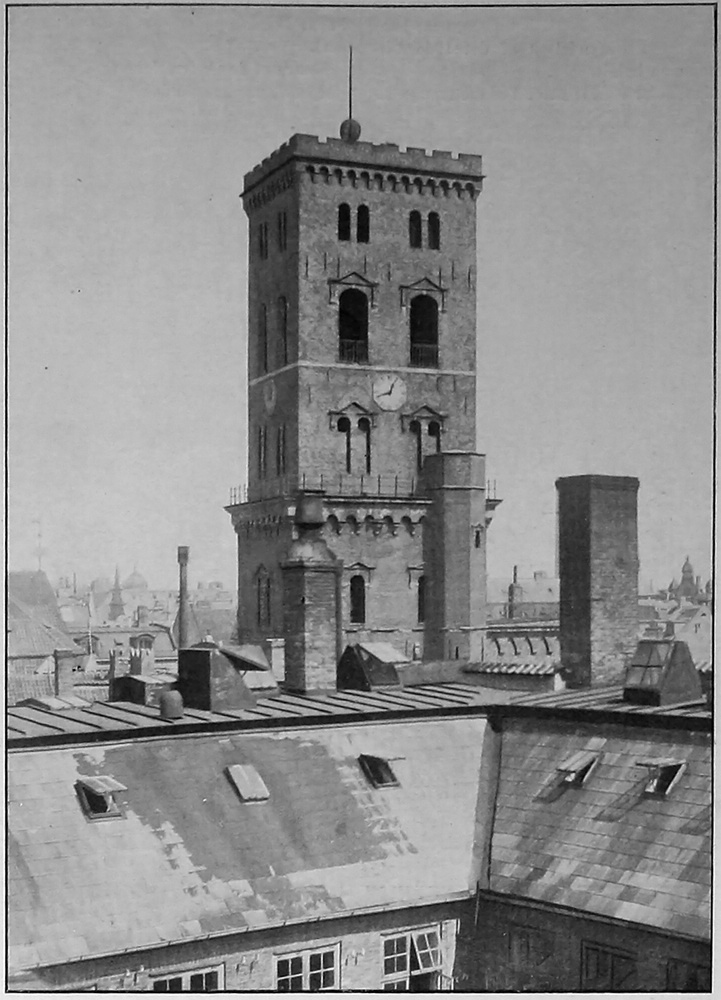
Tornet utseende år 1900 med det platta taket utan spira. På toppen skymtas masten med en signalkula som markerade att klockan var 13

Sankt Nikolaj Kirke är en före detta kyrka mitt i centrala Köpenhamn. Byggnaden, som hör till Köpenhamns kommun, är numera sedan länge använd för profant bruk. Sedan några decennier tillbaka är den en konsthall som kallas Kunsthallen Nikolaj. Till 1 april 2006 var byggnaden officiellt även benämnd Nikolaj Udstillingsbygning, det vill säga "Nikolajs utställningsbyggnad". Idag visas i lokalen särskilt modern samtidskonst.
Konsthallsbyggnaden består delvis av resterna av den tidigare kyrkan i främst det bevarade medeltida tornet.

## Byggnadens historia
Sankt Nicolai uppfördes i början av 1200-talet och är Köpenhamns tredje äldsta kyrka.
Vid Köpenhamns brand 1795 förstördes det mesta av kyrkan, till exempel tornspiran och hela långhuset. Därför är byggnaden sedan 1805 officiellt inte längre en kyrka. Ruinen av långhuset revs då ner, men det solida tornet fick stå kvar. Omkring tornet byggdes senare bodar för slaktare, som först i andra hälften av 1800-talet togs bort.
Eftersom tornspiran också hade förstörts vid branden 1795 hade tornet därefter platt tak.
Det platta torntaket utnyttjades på flera sätt. En tornvakt höll från tornet utkik efter eventuell vådeld, och när brand inträffade hängde han en lanterna på den sida av tornet som vette mot branden. För skeppsfartens skull gavs från tornet dagligen klockan 13 en tidssignal, genom att en kula kastades upp och föll ned. (Efter spirans återuppbyggnad gavs signalen istället från det senare rivna silot i Frihamnen).
Den nuvarande tornspiran är en modern rekonstruktion av den ursprungliga spiran, tillkommen 1909 på initiativ och bekostnad av bryggaren Carl Jacobsen.
Den till tornet anknutna konsthallsbyggnaden, som invigdes 1912, är också en modern rekonstruktion. Den är en replika i mindre storlek av den tidigare ödelagda kyrkans långhus. Tillsammans med det gamla tornet har denna byggnad bland annat fungerat som örlogsmuseum (krigsmuseum, marinmuseum) och huvudbibliotek (även uppe på vinden!), innan den fick sin nuvarande funktion.